# Saulxures-lès-Nancy
Saulxures-lès-Nancy ist eine französische Gemeinde mit 4306 Einwohnern (Stand: 1. Januar 2022) im Département Meurthe-et-Moselle in der Region Grand Est (bis 2015 Lothringen). Sie gehört zum Arrondissement Nancy und zum Kanton Grand Couronné. Die Einwohner werden Saulxurois genannt.

## Geografie
Saulxures-lès-Nancy liegt wenige Kilometer östlich von Nancy und wird umgeben von den Nachbargemeinden Essey-lès-Nancy im Norden, Pulnoy im Nordosten, Lenoncourt im Osten und Südosten, Art-sur-Meurthe im Süden, Laneuveville-devant-Nancy und Jarville-la-Malgrange im Südwesten sowie Tomblaine im Westen.

## Geschichte
In den Büchern der Abtei von Beaupré wurde der Ort 1176 erstmals erwähnt.

### Bevölkerungsentwicklung
| Jahr      | 1962 | 1968 | 1975 | 1982 | 1990 | 1999 | 2006 | 2011 | 2019 |
| Einwohner | 911  | 1520 | 3251 | 3932 | 4124 | 4042 | 3925 | 3864 | 4221 |

## Sehenswürdigkeiten
- Kirche Saint-Martin, erbaut 1840
- Schloss Saulxures, Anfang des 18. Jahrhunderts erbaut
- Taubenschlag

## Gemeindepartnerschaft
- Guntersblum in Rheinhessen[1]

## Belege
1. ↑  Gemeindepartnerschaft